# Mimonectidae
Mimonectidae é uma família de anfípodes pertencentes à ordem Amphipoda.
Géneros:
- Cheloscina Shih & Hendrycks, 1996
- Mimonectes Bovallius, 1885
- Pseudomimonectes Vinogradov, 1960